# Edmund Mach (Chemiker)

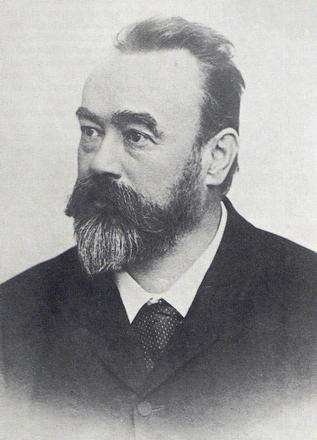
Edmund Mach

Edmund Mach (* 16. Juni 1846 in Bergamo, Königreich Lombardo-Venetien; † 24. Mai 1901 in Wien) war ein österreichischer Agrikulturchemiker und Önologe.

## Leben und Wirken
Edmund Mach wurde als Sohn eines kaiserlich und königlich Österreichischen Militärarztes in Bergamo geboren. Nach Absolvieren der Mittelschule in Leitmeritz und Prag studierte er am Polytechnikum in  Prag und Wien. Nach mehrjähriger Assistentenzeit bei Johann Oser (1833–1912) an der ehemaligen k.u.k. Forstakademie Mariabrunn bildete er sich an der Landwirtschaftlichen Akademie Hohenheim zu chemischen Vorgängen in land- und forstwirtschaftlichen Böden weiter. 1870 übernahm Mach eine Stelle als Assistent am österreichischen Lehr- und Forschungszentrum für Wein- und Obstbau in Klosterneuburg.
Er wurde 1874 als Gründungsdirektor an die landwirtschaftliche Landeslehranstalt St. Michael an der Etsch berufen, die ihren Platz im ehemaligen Augustiner-Chorherrenstift St. Michael fand. Dieses Institut leitete er bis zu seiner Berufung als Hofrat und landwirtschaftlich-technischer Berater ins Wiener Ackerbauministerium im Jahre 1899.
Unter der Leitung von Edmund Mach wurden zweisprachige Kurse (deutsch und italienisch) in den wichtigsten Bereichen der regionalen Landwirtschaft Tirols eingeführt: Weinbau, Obstbau, Viehzucht und Berglandwirtschaft. Er baute die landwirtschaftliche Lehranstalt zu einer Versuchs- und Forschungsanstalt aus.
Mach gilt als herausragender Förderer des Südtiroler Genossenschaftswesens des 19. Jahrhunderts mit umfassenden Kenntnissen auf den Gebieten der Bodenkunde, der Düngung, der Pflanzenernährung und des landwirtschaftlichen Versuchswesens. Machs Fähigkeit, die jeweils wichtigsten Erkenntnisse aus der wissenschaftlichen Forschung für die landwirtschaftliche Praxis nutzbar zu machen, führte zu einer stetigen qualitativen Verbesserung des Wein- und Obstbaus in Südtirol und im Trentino, die Ausstrahlung auf ganz Österreich hatte.

## Ehrungen und Auszeichnungen
Mit der Trentiner Reform der Bildungseinrichtungen wurde das Agrarinstitut von San Michele all’Adige ab dem 1. Januar 2008 als Stiftung weitergeführt, die den Namen Fondazione Edmund Mach trägt.

## Hauptwerke
- Handbuch des Weinbaues und der Kellerwirtschaft (1881), zusammen mit August Wilhelm von Babo
- Tiroler landwirtschaftlicher Kalender, ab 1883